# Zamān Pūţ
Zamān Pūţ (persiska: زمان پوط, Azmān Pūţ) är en ort i Iran.   Den ligger i provinsen Khorasan, i den nordöstra delen av landet, 700 km öster om huvudstaden Teheran. Zamān Pūţ ligger 1 242 meter över havet och antalet invånare är 116.
Terrängen runt Zamān Pūţ är huvudsakligen platt, men söderut är den kuperad. Runt Zamān Pūţ är det ganska glesbefolkat, med 36 invånare per kvadratkilometer. Närmaste större samhälle är Andarzī, 6,8 km söder om Zamān Pūţ. Omgivningarna runt Zamān Pūţ är i huvudsak ett öppet busklandskap.